# Strahlungsrückwirkung
Die Strahlungsrückwirkung ist ein Effekt in der Elektrodynamik. Sie entsteht, wenn sich ein elektrisch geladenes Objekt in einem elektromagnetischen Feld nicht mit konstanter Geschwindigkeit bewegt. Außer für sehr spezielle Feldkonfigurationen wie in einem Wien-Filter ist dies stets der Fall.
Strahlungsrückwirkung entsteht dadurch, dass beschleunigte geladene Teilchen selbst elektromagnetische Strahlung aussenden, die das äußere Feld und somit auch die zukünftige Entwicklung der Teilchenbahn beeinflusst. In der Regel werden die Effekte der Strahlungsrückwirkung ignoriert, da es sich dabei um einen sehr kleinen Beitrag zu den Bewegungsgleichungen handelt. Nichtsdestoweniger führt die Behandlung dieses Effekts zu fundamentalen Problemen sowohl in der Klassischen Physik als auch in der Speziellen Relativitätstheorie. Unter anderem scheint unter bestimmten Umständen einerseits die Masse eines Teilchens unendlich groß zu werden, andererseits wird seine Geschwindigkeit entweder unendlich hoch oder die Information über die zukünftige Bewegung des Teilchens geht in die Anfangsbedingungen der Teilchenbahn ein. Die ersten beiden Aussagen stehen im eklatanten Widerspruch zur erlebten Wirklichkeit, die letzte Aussage widerspricht dem Prinzip der Kausalität.
Im Rahmen der klassischen Physik wurde das Problem zuerst 1902 von Max Abraham
und 1903 von Hendrik Lorentz untersucht. Die Berücksichtigung der Speziellen Relativitätstheorie erfolgte 1938 durch Paul Dirac.
Eine Näherungslösung, die das Problem der unendlichen Geschwindigkeiten nicht innehat, wurde von Lew Landau und Jewgeni Lifschiz in ihrem Lehrbuch der theoretischen Physik gegeben. 
Diese Lösung hat ihrerseits das Problem, nicht immer der Energieerhaltung Rechnung zu tragen.
Nach ihren Entdeckern heißen die Formeln, durch die die Strahlungsrückwirkung beschrieben wird, Abraham-Lorentz-Gleichung, Abraham-Lorentz-Dirac-Gleichung und Landau-Lifschitz-Gleichung.
Das Problem ist bis heute in der klassischen Physik ungelöst. David J. Griffiths bezeichnete 2010 die Strahlungsrückwirkung als die „Leiche im Keller der klassischen Elektrodynamik“.
Die Bewegungsgleichungen von Elementarteilchen, inklusive der Strahlungsrückwirkung, werden in der Quantenphysik hingegen durch die Quantenelektrodynamik vollständig beschrieben; dennoch taucht auch in diesem Zusammenhang das Problem mit der unendlichen Masse auf.

## Hintergrund
Die Kraft auf ein geladenes Objekt wird durch das elektrische sowie magnetische Feld in seiner Umgebung und seine Geschwindigkeit bestimmt und heißt Lorentzkraft {\displaystyle {\vec {F}}_{\text{L}}=q({\vec {E}}+{\vec {v}}\times {\vec {B}})}, wobei {\displaystyle q} die elektrische Ladung des Objekts und {\displaystyle {\vec {v}}} dessen Geschwindigkeit ist. {\displaystyle {\vec {E}}} ist die elektrische Feldstärke und {\displaystyle {\vec {B}}} die magnetische Flussdichte der Umgebung, {\displaystyle \times } bezeichnet das Vektorprodukt. Nach dem Ersten Newtonschen Gesetz ist die Kraft proportional zur Beschleunigung {\displaystyle {\dot {\vec {v}}}} eines Objekts, also der Änderung seiner Geschwindigkeit, und seiner Masse {\displaystyle m}.
Auf der anderen Seite erzeugt nach Liénard und Wiechert ein beschleunigtes, geladenes Objekt seinerseits ein elektromagnetisches Feld in seiner Umgebung und verliert dabei nach der Larmor-Formel Energie in Form von elektromagnetischer Strahlung.
Im Regelfall werden diese beiden Fragestellungen voneinander getrennt: Entweder wird die Bewegung eines Objekts im äußeren Feld und dessen Energieverlust oder das von dem Objekt selbst erzeugte Feld betrachtet. Ersteres ist beispielsweise der Fall bei der Behandlung der Synchrotronstrahlung, wenn ein Teilchen in einem Synchrotron auf einer Kreisbahn beschleunigt wird, letzteres beispielsweise bei der Betrachtung des Hertz’schen Dipols bei der Berechnung des abgestrahlten elektromagnetischen Felds eines Senders.
Tatsächlich jedoch dürfen Energie- und Impulserhaltungssatz nicht verletzt werden, sodass das von dem geladenen Objekt abgestrahlte elektromagnetische Feld mit dem äußeren elektromagnetischen Feld interferiert und die zukünftige Bewegung des Objekts dadurch beeinflusst wird. Dass dies dennoch im praktischen Alltag keine besondere Rolle spielt, liegt daran, dass die Effekte durch die Strahlungsrückwirkung vernachlässigbar klein gegenüber der Stärke des ursprünglichen Feldes sind. Sie müssen nur dann in Betracht gezogen werden, wenn die Zeitintervalle, in denen das externe Feld wirkt, oder die betrachteten Abstände, auf denen sich das Teilchen bewegt, sehr klein sind.
Dieses Zeitintervall heißt charakteristische Zeit und kann abgeschätzt werden, indem die Energie, die durch Strahlung verloren wird, mit der Energie verglichen wird, die es durch die Beschleunigung erhält. Mit der Lichtgeschwindigkeit {\displaystyle c} und der elektrischen Feldkonstanten {\displaystyle \varepsilon _{0}} ist diese charakteristische Zeit {\displaystyle \tau }:
{\displaystyle \tau ={\frac {2}{3}}{\frac {1}{4\pi \varepsilon _{0}}}{\frac {q^{2}}{mc^{3}}}}
Die charakteristische Länge ist die charakteristische Zeit multipliziert mit der Geschwindigkeit, mit der sich ein elektromagnetisches Feld ausbreitet, der Lichtgeschwindigkeit. Beide Größen sind daher umgekehrt proportional zur Masse und am größten für sehr leichte Objekte. Das leichteste geladene Teilchen ist das Elektron. Dafür beträgt die charakteristische Zeit 6,3 · 10−24 Sekunden, die charakteristische Länge 10−15 Meter. Dies ist, zum Vergleich der Größenordnung, weniger als ein Hundertstel des Durchmessers eines Wasserstoffatoms.

## Abraham-Lorentz-Gleichung
Die Abraham-Lorentz-Gleichung für Punktladungen lautet:
{\displaystyle m\left({\dot {\vec {v}}}-\tau {\ddot {\vec {v}}}\right)={\vec {F}}_{\text{ext}}}
Dabei ist zusätzlich zu den bereits eingeführten Bezeichnungen {\displaystyle {\ddot {\vec {v}}}} der Ruck des Teilchens als zeitliche Änderung der Beschleunigung und der Index „ext“ an der Kraft {\displaystyle {\vec {F}}_{\text{ext}}} bezeichnet die durch das von außen angelegte elektromagnetische Feld induzierte Lorentzkraft.
Da die Geschwindigkeit selbst als zeitliche Änderung des Ortes definiert ist, ist die Abraham-Lorentz-Gleichung daher eine Differentialgleichung dritter Ordnung des Ortes, sofern die äußere Kraft ortsabhängig ist. Dies ist genau dann der Fall, wenn das elektrische Feld nicht homogen ist. Die Eigenschaft, dass im Gegensatz zu den üblichen Bewegungsgleichungen der Ruck explizit in der Gleichung auftritt, führt zu gewichtigen Problemen im Rahmen der Lösung der Gleichung.

### Heuristische Herleitung
Die Form der Abraham-Lorentz-Gleichung lässt sich heuristisch bereits durch Dimensionsanalyse erschließen: Der einzige Parameter, der in die Formel eingehen kann, wenn die Strahlungsrückwirkung berücksichtigt werden soll, ist die charakteristische Zeit {\displaystyle \tau }. Darüber hinaus sollten noch zwei weitere Bedingungen erfüllt sein:
1. Wenn die Beschleunigung des Teilchens verschwindet, dann muss auch die Strahlungsrückwirkung verschwinden.
2. Die Strahlungsrückwirkung muss proportional zu einer geraden Potenz der Ladung sein, da das Vorzeichen der Ladung keinen Einfluss auf die abgestrahlte Leistung haben kann.

Dadurch wird bereits die Form der Abraham-Lorentz-Gleichung darauf festgelegt, dass die durch die charakteristische Zeit zusätzlich eingebrachte Dimension „Zeit“ durch die Einführung der zeitlichen Ableitung der Beschleunigung, den Ruck, ausgeglichen werden muss. Nur durch diese Annahmen erhält man bereits mit zwei unbekannten Parametern {\displaystyle k,n}, wobei {\displaystyle n} eine natürliche Zahl sein muss: {\displaystyle m{\dot {\vec {v}}}={\vec {F}}_{\text{ext}}+k(\tau \mathrm {d} /\mathrm {d} t)^{n}{\vec {v}}}
Zur weiteren Einschränkung kann die Gültigkeit des Energieerhaltungssatzes gefordert werden: Die abgestrahlte Leistung nach der Larmor-Formel muss gleich der verlorenen Energie durch den Effekt der Strahlungsrückwirkung sein. Die abgestrahlte Leistung nach Larmor berechnet sich nach
{\displaystyle P_{\text{Larmor}}=m\tau ({\dot {\vec {v}}})^{2}}
und der Zusammenhang zwischen der wirkenden Kraft durch die Strahlung {\displaystyle {\vec {F}}_{\text{rad}}} und Leistung {\displaystyle P} ist
{\displaystyle P_{\text{Larmor}}=-{\vec {F}}_{\text{rad}}\cdot {\vec {v}}}.
Daraus folgt nach einer Integration in den Grenzen zweier Zeiten {\displaystyle t_{1},t_{2}}, die das Zeitintervall der wirkenden Kraft festlegen
{\displaystyle \int _{t_{1}}^{t_{2}}\mathrm {d} t\,{\vec {F}}_{\text{rad}}\cdot {\vec {v}}=-\int _{t_{1}}^{t_{2}}\mathrm {d} t\,m\tau ({\dot {\vec {v}}})^{2}=\int _{t_{1}}^{t_{2}}\mathrm {d} t\,m\tau {\ddot {\vec {v}}}\cdot {\vec {v}}-m\tau {\dot {\vec {v}}}\cdot {\vec {v}}{\bigg |}_{t_{1}}^{t_{2}}},
wobei im letzten Schritt partielle Integration benutzt wurde. Dies führt unter zwei Einschränkungen zur Abraham-Lorentz-Gleichung: Erstens müssen zum Start- und Endzeitpunkt Geschwindigkeit und Beschleunigung orthogonal zueinander stehen, es muss also {\displaystyle \textstyle {\dot {\vec {v}}}\cdot {\vec {v}}{\big |}_{t_{1}}^{t_{2}}=0} sein. Zweitens ist die Bedingung {\displaystyle {\vec {F}}\cdot {\vec {v}}=m\tau {\ddot {\vec {v}}}\cdot {\vec {v}}} erheblich schwächer als {\displaystyle {\vec {F}}=m\tau {\ddot {\vec {v}}}}, da man durch den Vektor {\displaystyle {\vec {v}}} nicht einfach dividieren darf. Der letzte Punkt jedoch wird durch die weiter oben durchgeführten Überlegungen plausibel gemacht. Unter diesen Voraussetzungen führt dies direkt zur oben angegebenen Abraham-Lorentz-Gleichung, da, sofern die Integrale für beliebige {\displaystyle t_{1},t_{2}} identisch sind, auch die Integranden identisch sein müssen:
{\displaystyle m{\dot {\vec {v}}}={\vec {F}}_{\text{ges}}={\vec {F}}_{\text{ext}}+{\vec {F}}_{\text{rad}}={\vec {F}}_{\text{ext}}+m\tau {\ddot {\vec {v}}}}

### Resultierende Probleme
Das Problem der ad-hoc-Herleitung ist, dass die Abraham-Lorentz-Gleichung nur unter der Bedingung {\displaystyle {\dot {\vec {v}}}\cdot {\vec {v}}{\big |}_{t_{1}}^{t_{2}}=0} gültig ist. Das größere Problem ist jedoch, dass die Lösung der Abraham-Lorentz-Gleichung, selbst für verschwindende äußere Felder, nicht trivial Null ist, sondern
{\displaystyle {\dot {\vec {v}}}(t)={\vec {a}}_{0}\exp(t/\tau )}
mit der Anfangsbeschleunigung {\displaystyle a_{0}}. Die Beschleunigung wächst exponentiell und wird dadurch nach einer endlichen Zeit beliebig groß, was ein physikalisch sinnloses Ergebnis darstellt. Mit dieser Beschleunigung einhergehend wird auch die Geschwindigkeit und die zurückgelegte Strecke beliebig groß. In der heuristischen Herleitung jedoch widerspricht diese Lösung der gemachten Annahme der Orthogonalität von Beschleunigung und Geschwindigkeit, denn es gilt
{\displaystyle {\dot {\vec {v}}}\cdot {\vec {v}}{\big |}_{t_{1}}^{t_{2}}={\vec {a}}_{0}^{2}\tau ^{-1}\left(\exp(t_{2}/\tau )-\exp(t_{1}/\tau )\right)},
was nur verschwindet, wenn {\displaystyle {\vec {a}}_{0}=0} ist. Da in einer soliden Herleitung diese Einschränkung nicht vorkommt, ist dies bereits der erste Hinweis auf Unzulänglichkeiten der klassischen Elektrodynamik. Der Fachterminus für diese Art der Lösung ist runaway solution, Ausreißer-Lösung.
Um diese pathologischen Lösungen zu vermeiden, können Randbedingungen an die Bewegungsgleichungen angelegt werden. Nach einer längeren Rechnung ergibt sich als Lösung der Bewegungsgleichungen:
{\displaystyle {\dot {\vec {v}}}(t)={\frac {1}{m\tau }}\int _{t}^{\infty }\mathrm {d} t'\,\mathrm {e} ^{\frac {t-t'}{\tau }}{\vec {F}}_{\text{ext}}(t')}
Diese Lösung ist aus einem anderen Grund unphysikalisch: Zur Berechnung der Beschleunigung zu einem bestimmten Zeitpunkt {\displaystyle t} muss über die zukünftige Bahn des Teilchens bis in eine unendlich entfernte Zukunft integriert werden.

### Relativistische Verallgemeinerung
Die Abraham-Lorentz-Dirac-Gleichung ist die relativistische Verallgemeinerung der Abraham-Lorentz-Gleichung durch Dirac. Sie lautet:
{\displaystyle m\left({\dot {v}}^{\mu }-\tau {\ddot {v}}^{\mu }-\tau {\frac {{\dot {v}}^{2}v^{\mu }}{c^{2}}}\right)=F_{\text{ext}}^{\mu }}
Aufgrund der Identität {\displaystyle {\dot {v}}^{2}=-v_{\nu }{\ddot {v}}^{\nu }} kann dies alternativ als
{\displaystyle m\left({\dot {v}}^{\mu }-\tau {\ddot {v}}^{\mu }+\tau {\ddot {v}}_{\nu }{\frac {v^{\nu }v^{\mu }}{c^{2}}}\right)=F_{\text{ext}}^{\mu }}
geschrieben werden. Neben der Einführung von Vierervektoren in der vierdimensionalen Raumzeit besteht der Unterschied zur Abraham-Lorentz-Gleichung im zusätzlichen Auftreten des Terms {\displaystyle \textstyle m{\frac {\tau }{c^{2}}}{\dot {v}}^{2}v_{\mu }}. Offensichtlich fällt dieser Term in der nichtrelativistischen Näherung, in der {\displaystyle v\ll c} ist, aus der Gleichung heraus. Die Differentiation versteht sich im relativistischen Fall als Differentiation nach der Eigenzeit des Objekts, im nichtrelativistischen Grenzfall ist die Unterscheidung von Eigenzeit und Koordinatenzeit nicht von Belang.
Auch die relativistische Fassung leidet unter dem Problem, dass entweder die Bahn des Teilchens in ferner Zukunft in die Bewegungsgleichungen eingeht oder die Geschwindigkeit des Teilchens sich der Lichtgeschwindigkeit annähern wird (anstatt der Geschwindigkeit wird die Rapidität beliebig groß, die Lichtgeschwindigkeit stellt die höchste erreichbare Geschwindigkeit dar). Darüber hinaus jedoch hat die relativistische Verallgemeinerung den Vorteil, dass die einschränkende Bedingung {\displaystyle {\dot {v}}^{\mu }v_{\mu }|_{t_{1}}^{t_{2}}=0} automatisch erfüllt ist, da Geschwindigkeit und Beschleunigung in der vierdimensionalen Raumzeit immer orthogonal zueinander stehen.

## Landau-Lifschitz-Gleichung
Die Landau-Lifschitz-Gleichung ist eine Näherung, die die Strahlungsrückwirkung als kleinen Effekt betrachtet, was dieser in Wirklichkeit auch ist. Die Idee von Landau und Lifschitz ist, die Lösung der Bewegungsgleichungen im externen Feld ohne Berücksichtigung der Strahlungsrückwirkung, nämlich {\displaystyle m{\dot {\vec {v}}}={\vec {F}}_{\text{ext}}}, nach der Zeit zu differenzieren und für {\displaystyle {\ddot {\vec {v}}}} in die Abraham-Lorentz-Gleichung einzusetzen. Dann ist:
{\displaystyle m\left({\dot {\vec {v}}}-{\frac {\tau }{m}}{\dot {\vec {F}}}_{\text{ext}}\right)={\vec {F}}_{\text{ext}}}
Die Landau-Lifschitz-Gleichung ist eine gute Näherung, sofern die äußeren Kräfte nicht zu stark mit der Zeit variieren. Dies bedeutet, es darf sich nicht um hochfrequente Wechselfelder handeln, deren Wellenlänge in der Größenordnung des Objekts liegt, und die Felder selbst dürfen nicht zu stark sein. Die zweite Bedingung ist jedoch im Rahmen der Behandlung der Strahlungsrückwirkung nebensächlich, da bereits bei geringeren Feldstärken die klassische Elektrodynamik nicht mehr anwendbar ist.
Die relativistische Verallgemeinerung der Landau-Lifschitz-Gleichung lautet
{\displaystyle m\left({\dot {v}}^{\mu }-{\frac {\tau }{m}}{\dot {F}}_{\text{ext}}^{\mu }+{\frac {\tau }{m}}{\frac {v^{\mu }v_{\nu }}{c^{2}}}{\dot {F}}_{\text{ext}}^{\nu }\right)=F_{\text{ext}}^{\mu }}
und wird auf dieselbe Weise gewonnen wie die nichtrelativistische Fassung.

## Bewegungsgleichung für allgemeine kugelsymmetrische Ladungsverteilungen
Ausgangspunkt der stringenten Herleitung ist die Aufteilung des Gesamtimpulses des Systems, also des Teilchens und aller elektromagnetischen Felder, in einen mechanischen und einen elektromagnetischen Anteil. Da im elektromagnetischen äußeren Feld die Lorentzkraft auf das Teilchen wirkt, ist 
{\displaystyle {\dot {\vec {p}}}_{\text{mech}}=m{\dot {\vec {v}}}=\int \mathrm {d} ^{3}{\vec {x}}\,(\rho {\vec {E}}+{\vec {\jmath }}\times {\vec {B}})}
mit dem elektrischen Feld {\displaystyle {\vec {E}}}, der magnetischen Flussdichte {\displaystyle {\vec {B}}}, der Ladungsdichte {\displaystyle \rho } und der Stromdichte {\displaystyle {\vec {\jmath }}}. Die in diese Gleichung eingehenden elektrischen und magnetischen Größen sind nicht nur die äußeren Felder, sondern ebenfalls die Anteile an den Feldern, die durch das geladene Teilchen selbst erzeugt werden. Integrationsgrenzen für das Volumenintegral ist das Volumen des Teilchens selbst.
Um eine Gleichung zu erhalten, die Strahlungsrückwirkung und den Einfluss äußerer Kräfte berücksichtigt, muss eine Gleichung für den Gesamtimpuls gefunden werden, die die Form 
{\displaystyle {\dot {\vec {p}}}_{\text{ges}}={\dot {\vec {p}}}_{\text{mech}}+{\dot {\vec {p}}}_{\text{em}}={\vec {F}}_{\text{ext}}}
besitzt. Dabei ist {\displaystyle {\vec {F}}_{\text{ext}}} ebenso wie in obiger Gleichung die Lorentzkraft, jedoch beschränkt auf die externen elektromagnetischen Felder {\displaystyle {\vec {E}}_{\text{ext}},{\vec {B}}_{\text{ext}}}. Mit diesen allgemein gültigen Voraussetzungen gilt für den elektromagnetischen Anteil des Impulses {\displaystyle {\vec {p}}_{\text{em}}} einer starren und kugelsymmetrischen Ladungsverteilung in ihrem Ruhesystem, also in einem System, in dem ihre Stromdichte verschwindet, nach längerer Rechnung 
{\displaystyle {\dot {\vec {p}}}_{\text{em}}=\sum _{n=0}^{\infty }{\frac {(-1)^{n}}{c^{n+2}}}{\frac {1}{6\pi \varepsilon _{0}}}{\frac {\partial ^{n+1}{\vec {v}}}{\partial t^{n+1}}}\int \mathrm {d} ^{3}{\vec {x}}'\int \mathrm {d} ^{3}{\vec {x}}\,\rho ({\vec {x}}')\left|{\vec {x}}'-{\vec {x}}\right|^{n-1}\rho ({\vec {x}})}.
Die Annahme einer starren Ladungsverteilung beschränkt die Behandlung naturgemäß aufgrund der Lorentzkontraktion auf nichtrelativistische Geschwindigkeiten, denn in einer relativistischen Theorie kann es keine starren Körper geben. Diese Gleichung ist klassisch fast exakt; die einzige Näherung, die zu ihrer Herleitung verwendet wurde, ist die Beschränkung auf lineare Terme in der zeitlichen Ableitung der Geschwindigkeit in der Reihenentwicklung.
Für die weiteren Rechnungen ist es mathematisch sinnvoll, mittels einer Fouriertransformation in den Fourierraum zu wechseln. Für die Fouriertransformationen gilt {\displaystyle \textstyle {\vec {v}}(t)=\int {\frac {\mathrm {d} \omega }{2\pi }}\,{\vec {v}}(\omega )\mathrm {e} ^{-\mathrm {i} \omega t}} und {\displaystyle \textstyle \rho ({\vec {x}})=q\int {\frac {\mathrm {d} ^{3}{\vec {k}}}{(2\pi )^{3}}}\,F({\vec {k}})e^{-\mathrm {i} {\vec {k}}\cdot {\vec {x}}}}. Während für die Fouriertransformierte der Geschwindigkeit kein eigener Name vorhanden ist, nennt man die Fouriertransformierte der Ladungsdichte den Formfaktor {\displaystyle F} (im Gegensatz zur Kraft {\displaystyle {\vec {F}}} ohne Vektorpfeil); die Ladung in der Fouriertransformation sorgt dafür, dass der Formfaktor per Definition dimensionslos wird. Dann ist
{\displaystyle -\mathrm {i} \omega \left(m+{\frac {1}{12\pi ^{3}\varepsilon _{0}c^{2}}}\int \mathrm {d} ^{3}{\vec {k}}\,{\frac {|F({\vec {k}})|^{2}}{k^{2}-(\omega /c)^{2}}}\right){\vec {v}}(\omega )={\vec {F}}_{\text{ext}}(\omega )}
Diese Formel sieht fast so aus wie die gewöhnliche Gleichung für die Beschleunigung im Fourierraum, wobei der Massenparameter {\displaystyle m} durch den Term 
{\displaystyle M(\omega )=m+{\frac {1}{12\pi ^{3}\varepsilon _{0}c^{2}}}\int \mathrm {d} ^{3}{\vec {k}}\,{\frac {|F({\vec {k}})|^{2}}{k^{2}-(\omega /c)^{2}}}}
als effektive Masse ersetzt wurde.

### Renormierung der Masse
Für eine Punktladung ist {\displaystyle F({\vec {k}})=1}. Dadurch divergiert das Integral in der obigen Formel und die effektive Masse scheint unendlich zu werden. Dirac schrieb dazu 1938 im Rahmen seiner Abhandlung über die Strahlungsrückwirkung:

„If we want a model of the electron, we must suppose that there is an infinite negative mass at its centre such that, when subtracted from the infinite positive mass of the surrounding Coulomb field, the difference is well defined and is just equal to m. Such a model is hardly a plausible one according to current physical ideas but […] this is not an objection to the theory provided we have a reasonable mathematical scheme.“

Seit der Entwicklung der Quantenfeldtheorien in den 1940er Jahren ist ein solches Vorgehen in der Physik üblich, da dort noch weitere Unendlichkeiten in den Rechnungen auftraten, wo nach der erlebten physikalischen Realität keine sein sollten. Dieses Vorgehen nennt man Renormierung. Die Renormierung führt dazu, dass der Parameter {\displaystyle m}, der ursprünglich in die Bewegungsgleichung eingeführt wird, nicht mehr als die „echte“, physikalische Masse angesehen werden kann, auf die die Kraft wirkt. Solche Parameter, die zwar in der ursprünglichen Gleichung mit einer bestimmten Funktion auftauchen, aber renormiert werden müssen, um sinnvolle Werte zu ergeben, nennt man „nackte“ Parameter.
Wie Dirac anführte, ist zur Durchführung der Renormierung ein Renormierungsschema notwendig. Für die Strahlungsrückwirkung ist es sinnvoll, die physikalische Masse {\displaystyle m_{\text{phys}}} als effektive Masse evaluiert an der Stelle {\displaystyle \omega =0} anzugeben. Dann ist
{\displaystyle m_{\text{phys}}=m+{\frac {1}{12\pi ^{3}\varepsilon _{0}c^{2}}}\int \mathrm {d} ^{3}{\vec {k}}\,{\frac {|F({\vec {k}})|^{2}}{k^{2}}}}.
Um einen endlichen Wert für die physikalische Masse {\displaystyle m_{\text{phys}}} zu erhalten, muss im Fall einer Ladungsverteilung, deren Formfaktor nicht stärker als {\displaystyle 1/{\sqrt {k}}} abfällt, die nackte Masse {\displaystyle m} einen negativ unendlichen Wert annehmen, da der Integrand stets positiv ist. Im Sinne von Diracs Aussage ist eine solche Vorstellung zwar auf den ersten Blick abwegig, aber da die nackte Masse {\displaystyle m} niemals gemessen werden kann nicht unphysikalisch. In Termen der physikalischen Größen wird die effektive Masse dadurch zu 
{\displaystyle M(\omega )=m_{\text{phys}}+{\frac {\omega ^{2}}{12\pi ^{3}\varepsilon _{0}c^{4}}}\int \mathrm {d} ^{3}{\vec {k}}\,{\frac {|F({\vec {k}})|^{2}}{k^{2}(k^{2}-(\omega /c)^{2})}}}.
Dieses letzte Integral divergiert aufgrund der {\displaystyle k^{4}} im Nenner selbst für Punktladungen nicht.

### Klassisches Elektron
Das klassische Modell eines Elektrons ist eine Billardkugel mit Radius {\displaystyle R}, auf deren Oberfläche sich die Ladung gleichmäßig verteilt. Der Formfaktor für eine solche Ladungsverteilung ist {\displaystyle \textstyle F(k)={\frac {\sin {kR}}{kR}}}. Mit diesem Formfaktor kann die Integration über {\displaystyle k} geschlossen durchgeführt werden und die effektive Masse ergibt sich zu
{\displaystyle M(\omega )=m_{\text{phys}}\left(1+{\frac {c^{2}\tau _{\text{phys}}}{\omega R^{2}}}\left(\mathrm {i} \sin ^{2}{\frac {\omega R}{c}}+{\frac {1}{2}}\sin {\frac {2\omega R}{c}}-{\frac {\omega R}{c}}\right)\right)}
Für die Punktladung {\displaystyle R=0} reduziert sich diese Formel auf {\displaystyle M(\omega )=m_{\text{phys}}(1+\mathrm {i} \tau _{\text{phys}}\omega )}. Die Rücktransformation vom Fourierraum in den Koordinatenraum ergibt somit exakt die Abraham-Lorentz-Gleichung, ohne die einschränkende Bedingung {\displaystyle {\dot {\vec {v}}}\cdot {\vec {v}}|_{t_{1}}^{t_{2}}=0}.
Im Fourierraum zeigt sich die Ursache für die unphysikalischen Lösungen in der (positiven komplexen) Nullstelle der effektiven Masse bei {\displaystyle \omega =\mathrm {i} /\tau _{\text{phys}}}. Diese Nullstellen verschwinden mit der Bedingung {\displaystyle R>c\tau _{\text{phys}}}, sodass die unphysikalischen Lösungen bei Objekten, die größer als ihre eigene charakteristische Länge sind, nicht auftreten. Insbesondere ist für ein klassisches Elektron der klassische Elektronenradius
{\displaystyle r_{\mathrm {e} }={\frac {e^{2}}{4\pi \varepsilon _{0}}}{\frac {1}{m_{\mathrm {e} }c^{2}}}>{\frac {e^{2}}{6\pi \varepsilon _{0}}}{\frac {1}{m_{\mathrm {e} }c^{2}}}=c\tau }.
Zurück im Koordinatenraum ergibt sich die Gleichung für ein Objekt mit Radius {\displaystyle R}, auf dessen Schale sich die Ladung gleichmäßig verteilt, zu:
{\displaystyle m_{\text{phys}}\left(1-{\frac {c\tau _{\text{phys}}}{R}}\right){\dot {\vec {v}}}(t)-m_{\text{phys}}{\frac {c^{2}\tau _{\text{phys}}}{2R^{2}}}\left[{\vec {v}}\left(t-{\frac {2R}{c}}\right)-{\vec {v}}(t)\right]={\vec {F}}_{\text{ext}}(t)}
Die Information über die Strahlungsrückwirkung steckt also in dieser Form im Geschwindigkeitsunterschied des Elektrons zum betrachteten Zeitpunkt {\displaystyle t} und zu einem früheren Zeitpunkt {\displaystyle t-2R/c}. Dieser Zeitunterschied ist die Zeit, die eine elektromagnetische Welle benötigt, um einmal durch das Elektron hindurch zu kommen.